# Jean Bart
Jean Bart, francoski admiral, * 21. oktober 1650, † 27. april 1702.